# خايرو سواريز
خايرو سواريز (بالإسبانية: Jairo Suárez)‏ (24 مارس 1985 ببوغوتا في كولومبيا - ) هو لاعب كرة قدم كولومبي في مركز الدفاع. لعب مع أمريكا دي كالي وإنديبنديينتي سانتا في ونادي تشينايين ولا إكويداد ‏ وفورتاليزا الكولومبي وكوكوتا ديبورتيفو ‏.

## وصلات خارجية
- خايرو سواريز على موقع قاعدة بيانات كرة القدم.إي يو (الإنجليزية)
- خايرو سواريز على موقع Soccerway.com (الإنجليزية)